# Большая Сидорова
Большая Сидорова — деревня в Кудымкарском районе Пермского края. Входила в состав Белоевского сельского поселения. Располагается западнее от города Кудымкара. Расстояние до районного центра составляет 41 км. По данным Всероссийской переписи населения 2010 года, в деревне проживало 109 человек (50 мужчин и 59 женщин).

## История
По данным на 1 июля 1963 года, в деревне проживало 197 человек. Населённый пункт входил в состав Кувинского сельсовета.